# Hexametylentetramin

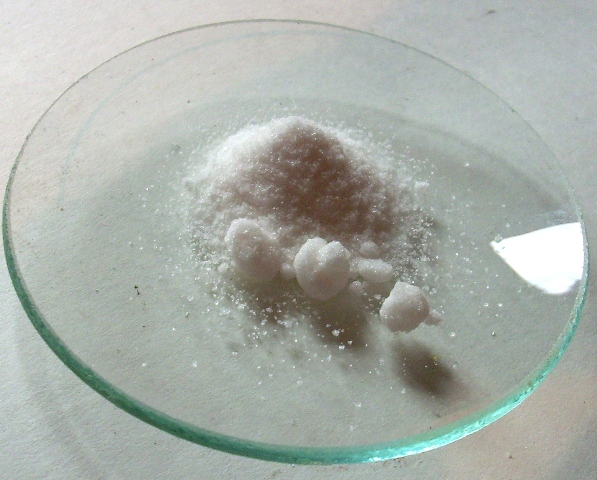

Hexametylentetramin, även förkortat HMTA, är en färglös, kristalliserad, organisk kemisk förening med tricyklisk struktur och summaformeln C6H12N4. Formeln kan också skrivas (CH2)6N4. 
Det kan framställas industriellt genom reaktion mellan formalin och ammoniak.
HMTA var ett av de första organiska ämnen som strukturbestämdes genom röntgenanalys.

## Användning
Rent HMTA används huvudsakligen som syntesråvara  för sprängämnen och polymerer. HMTA tillverkas inte i Sverige men råvaran importeras, dels rent, dels som ingrediens i andra produkter.
Ingår också i produkter som ensileringsmedel, släppmedel, dispergeringsmedel och bindemedel.
Ämnet finns i esbit-tabletter och används som konserveringsmedel i mat, då med E-numret E 239. Det ingår även som aktiv beståndsdel i läkemedlet Hiprex 3M Pharma (metenamin), mot urinvägsinfektion. Molekylen är nämligen stabil i blodets neutrala pH, men söderfaller vid pH ≤5,5 som är fallet i urinblåsan och ger upphov till formaldehyd som dödar bakterierna.
Behandlas HMTA med salpetersyra erhålles trimetylentrinitramin som är ett mycket kraftigt sprängämne som används sedan andra världskriget under namnen cyklonit och hexogen.
HMTA används även i fyrverkerier för att förstora flamman och förbättra färgmättnaden genom att minska reaktioner som ger vitt ljus. 

## Livsmedelstillsats
E239